# Любов (фільм, 2015)
«Любов» (англ. Love) — французький еротичний, драматичний 3D фільм, написаний та знятий Гаспаром Ное. Світова прем'єра стрічки відбулась 20 травня 2015 року поза конкурсом на Каннському кінофестивалі 2015, в Україні — 16 липня 2015 на Одеському кінофестивалі 2015, а в український широкий прокат фільм вийшов 15 жовтня.

## Сюжет
Дія фільму розгортається у зворотній перспективі. Молодики Мерфі і Електра з'ясовують, що їх спільною потаємною фантазією є секс утрьох, і для її реалізації вони запрошують сусідку-блондинку Омі. Після того як мрія втілюється в життя, Мерфі вирішує продовжити відносини з сусідкою, яка вагітніє внаслідок порваного презерватива. Пізніше не цілком щасливий батько Мерфі згадує Електру, намагаючись відповісти собі на запитання, як він раптом став батьком і чоловіком практично незнайомої жінки. І саме в цей момент йому телефонує стурбована мати Електри, щоб повідомити, що та безслідно зникла кілька місяців тому.

## У ролях
- Карл Ґлусман — Мерфі
- Аомі Муйок — Електра
- Клара Крістін — Омі
- Гаспар Ное — власник художньої галереї
- Хуан Сааведра
- Венсан Мараваль
- Бенуа Дебі
- Стелла Роча
- Дебора Реві

## Виробництво

### Підбір акторів
«Любов» є дебютом двох головних актрис фільму Аомі та Клари, яких режисер зустрів у клубі. А Карла Ґлусмана, який зіграв роль Мерфі, Ґаспар Ное знайшов через спільного друга.

### Знімання
Головне знімання проходило у Парижі. Більшість сексуальних сцен у фільмі були імпровізацією.

## Випуск
За тиждень до прем'єри фільму на Каннському кінофестивалі 2015, компанія Alchemy придбала права на його розповсюдження у США. У Каннах фільм був показаний 20 травня 2015 року у секції Midnight Screenings і вразив критиків великою кількістю реалістичних сексуальних сцен. «Любов» відзначена номінацією на Квір-Пальмову гілку за висвітлення ЛГБТ-теми. Також стрічка була обрана для показу у секції «Гала-прем'єри» на Одеському міжнародному кінофестивалі 2015, а також у секції «Авангард» на міжнародному кінофестивалі у Торонто 2015.
17 вересня 2015 року Міністерство культури Росії заборонило прокат фільму через «численні сцени порнографічного характеру». Очікувалося, що компанія Premium Film випустить «Любов» в російський прокат 3 вересня. Представник компанії заявила, що для прокату будуть використані «софт-матеріали» (кадри, в яких прямо демонструються статеві органи і статевий акт, будуть вирізані або заретушовані). Крім того, фільм повинен був вийти з віковим обмеженням 18+ та з'явитися тільки на нічних кіносеансах.

## Сприйняття
Фільм «Любов» отримав змішані відгуки від критиків. На вебсайті Rotten Tomatoes фільм має 60 % рейтинг, оснований на 10 рецензіях критиків, а його середній бал становить 5/10. На Metacritic фільм отримав 54 бали зі 100, які засновані на 10 рецензіях, що означає «змішані, або середні відгуки».

## Визнання
| Нагороди та номінації фільму «Любов» | Нагороди та номінації фільму «Любов» | Нагороди та номінації фільму «Любов» | Нагороди та номінації фільму «Любов» | Нагороди та номінації фільму «Любов» | Нагороди та номінації фільму «Любов» |
| Рік                                  | Нагорода                             | Категорія                            | Номінант                             | Результат                            |                                      |
| ------------------------------------ | ------------------------------------ | ------------------------------------ | ------------------------------------ | ------------------------------------ | ------------------------------------ |
| 2015                                 | 68-й Каннський кінофестиваль         | Queer Palm                           | «Любов»                              | Номінація                            |                                      |